# Sawalakhu
Sawalakhu – gaun wikas samiti we wschodniej części Nepalu w strefie Meći w dystrykcie Taplejung. Według nepalskiego spisu powszechnego z 2001 roku liczył on 455 gospodarstw domowych i 2501 mieszkańców (1283 kobiet i 1218 mężczyzn).